# モスタファー・チャムラーン
モスタファー・チャムラーン（ペルシア語: مصطفی چمران; Moṣṭafā Chamrān; 1932年 – 1981年6月21日）はイランの政治家・軍人。国防大臣および革命後の第1期マジュレス（国会）議員を務め、イラン・イラク戦争では国会義勇団の司令となっている。

## 教育
モスタファー・チャムラーンは1932年、テヘランに生まれた。アーヤトッラー・ターレガーニーとアーヤトッラー・モタッハリーの教えを受けている。大学はテヘラン大学を卒業。
1950年代後半にはアメリカ合衆国へ留学。テキサス大学オースティン校から理学修士号を取得。さらに1963年、電子工学・計算機科学でカリフォルニア大学バークレー校から博士号（Ph.D.）を取得している。その後、科学者・上級研究員としてベル研究所とNASAのジェット推進研究所にで勤務した。
チャムラーンはペルシア語のほか、英語、アラビア語、フランス語、ドイツ語に堪能であった。

## 革命活動
1970年代の終わりから1980年代初頭にかけて、チャムラーンは政治活動に活発に参画するようになる。中東におけるイスラーム革命運動の創設者・指導者の一人となり、アルジェリア、エジプト、シリアなどでゲリラ勢力・革命勢力を組織する。特に南部レバノンにおけるアマル運動に関わった。

## イランへの帰国
1979年、イランでイスラーム革命が起きるとチャムラーンの経歴は一変することになる。ルーホッラー・ホメイニー個人への扶助を目的とするイスラーム革命防衛隊司令、また国防相に任じられ、ほかに国家安全保障最高評議会における最高指導者代理ともなっている。1980年3月の第1期マジュレス（国会）選挙ではテヘラン市選挙区から立候補して当選、議員となった。

## 死没
チャムラーンはイラン・イラク戦争激戦下の1981年6月21日、フーゼスターン州で戦闘中にイラク軍の迫撃砲を受けて死亡した。チャムラーンは殉教者として讃えられ、彼の名をとってアフヴァーズ大学はシャヒード・チャムラーン・アフヴァーズ大学へと改称。またテヘランの高速道路シャヒード・チャムラーン高速などに名を残している。